# Archidiocèse de Cotonou
L'archidiocèse de Cotonou est une juridiction de l'Église catholique au Bénin. C'est l'un des deux archidiocèses du pays. Son siège est à Cotonou à la cathédrale Notre-Dame-de-Miséricorde. La basilique de l'Immaculée-Conception de Ouidah est sur son territoire. Ses suffragants sont les diocèses d'Abomey, de Dassa-Zoumé, de Lokossa et de Porto Novo.

## Archevêques
L'archevêque actuel est Mgr Roger Houngbédji, nommé le 25 juin 2016.

## Territoire
Il comprend les départements du Littoral et de l'Atlantique.

## Historique
Le 26 juin 1883 est érigée la préfecture apostolique du Dahomey depuis le vicariat apostolique de la côte du Bénin. La préfecture apostolique du Togo en est détachée le 12 avril 1892.
Le 25 mai 1901 la préfecture apostolique est élevée au rang de vicariat apostolique du Dahomey. Le 28 avril 1942 en est détachée la préfecture apostolique de Niamey. Le 13 mai 1948 il est renommé vicariat apostolique de Ouidah. Son territoire est réduit le 5 avril 1954 préfecture apostolique du Togorsqu'est créé le vicariat apostolique de Porto Novo.
Le 14 septembre 1955 il est élevé au rang d’archidiocèse métropolitain et prend le nom d'archidiocèse de Cotonou. Il cède à nouveau des territoires les 5 avril 1963 et 11 mars 1968, respectivement pour les érections des diocèses d'Abomey et de Lokossa.